# Sphecius grandis
Sphecius grandis (umgangssprachlich englisch Western Cicada Killer) ist eine Grabwespen-Art aus der Gattung Sphecius in der Familie der Crabronidae. Die Art kommt im westlichen Teil der Vereinigten Staaten, in Zentralamerika und Mexiko vor, ihr Verbreitungsgebiet liegt westlich zur nahe verwandten Art Sphecius speciosus („Eastern Cicada Killer“) im Osten der Vereinigten Staaten.
Die Art verproviantiert ihr Nest mit Singzikaden. Die Weibchen fangen ca. vier Zikaden als Vorrat und verstauen sie in den Brutzellen, von diesem Vorrat ernährt sich die Larve. Die Wespen sind normalerweise dem Menschen gegenüber nicht aggressiv.
Sphecius grandis lässt sich von Sphecius convallis (Pacific Cicada Killer Wasp), mit der sie oft zusammen vorkommt, meist am Farbmuster der Tergite des freien Hinterleibs (Gaster) unterscheiden. Eine neuere Untersuchung zeigt aber, dass eine Bestimmung nur nach diesem Merkmal unsicher ist. Für eine sichere Ansprache muss zusätzlich die Dichte der Punktierung auf den Tergiten der ersten beiden freien Hinterleibssegmente herangezogen werden.

## Merkmale
Die Tiere erreichen eine Körperlänge zwischen 3 und 5 cm. Sie sind überwiegend braunrot bis nahezu schwarz gefärbt, mit einem variablen gelben Fleckenmuster meist auf den ersten fünf Hinterleibstergiten, gelegentlich aber auch nur auf den ersten drei oder vier, oder zusätzlich auch auf dem sechsten. Der erste und der zweite Tergit des Gaster weisen zusätzlich immer auch braunrote Flecken auf. Die Männchen sind darüber hinaus von allen anderen Arten der Gattung an der Gestalt der Fühlerglieder unterscheidbar; diese sind auf der Unterseite erweitert und dadurch merklich gekrümmt. Die durchschnittliche Flügellänge der Weibchen liegt zwischen 2,5 und 3 cm. Weibchen sind größer als die Männchen, die Geschlechter sind, wie typisch für die Verwandtschaft, an der Zahl der Geißelglieder der Fühler zu unterscheiden (zehn beim Weibchen, elf beim Männchen). Außerdem tragen Weibchen an den Schienen der Hinterbeine zwei stark vergrößertem abgeflachte Sporne, die sie zum Graben des Nests verwenden. Die Männchen sterben gewöhnlich innerhalb weniger Tage, sobald sie die Weibchen befruchtet haben. Die Männchen erreichen durchschnittlich ein Gewicht von 95 mg während die Weibchen bis zu 256 mg erreichen,

### Unterscheidung von den anderen Arten der Gattung
Die Unterscheidung zwischen S. grandis und den anderen vier amerikanischen Arten der Gattung Sphecius (S. convallis, S. hogardii, S. speciosus, S. spectabilis) ist nicht einfach. Im Westen von Nordamerika kommen nur zwei Arten vor, deren Verbreitungsgebiet hier weit überlappt. Bei diesen unterscheiden sich die Weibchen von S. convallis von den Weibchen von S. grandis meist durch die gelbe Fleckenzeichnung ausschließlich auf dem ersten bis zum dritten Tergit des Gaster. Diese Unterscheidung erweist sich jedoch als unsicher, da es innerhalb der Arten große individuelle Unterschiede gibt.
Charles W. Holliday und Joseph R. Coelho gaben 2004 einen neuen Schlüssel heraus, um die Sphecius-Arten zu unterscheiden: Nach Untersuchung von 4.451 Wespen stellten sie fest, dass 98 % der weiblichen S. convallis eine gelbe Zeichnung auf den Tergiten eins bis vier (oder weniger), bei S. grandis 98 % der Weibchen eine gelbe Zeichnung auf den Tergiten eins bis fünf (oder mehr) hatten. Die 2 % der S. grandis-Weibchen, bei denen in der Anzahl der gelb gezeichneten Tergite keinen Unterschied zu S. convallis bestand, konnten durch die Dichte der Punktierung des ersten gegenüber dem zweiten Tergum unterschieden werden.

## Biologie und Lebensweise

### Nahrung
S. grandis jagt, wie alle anderen amerikanischen Arten der Gattung, ausschließlich Singzikaden für ihren Nachwuchs.
Die Weibchen jagen die meist auf Baumstämmen sitzenden Zikaden und orientieren sich dabei teilweise am Gesang der männlichen Zikaden. Die Opfer werden durch das Wespengift betäubt. Die Weibchen schleifen die Zikaden ins Nest und platzieren sie zu mehreren in den Brutröhren, wo sie in jede Brutröhre ein Ei legen. Die Beute kann bis zu 88 % schwerer als die Weibchen sein. Je nach Größe der Zikaden wird jede Brutzelle mit einer bis drei Zikaden verproviantiert. Während seines Lebens schafft jedes Weibchen nur eine begrenzte Anzahl Zikaden herbeizuschaffen, im Höchstfall acht; dadurch ist die Nachkommenzahl pro Weibchen stark beschränkt. Wenn die Larven schlüpfen, ernähren sie sich von den betäubten Zikaden.
Für Sphecius grandis sind als Beute nachgewiesen zwei Singzikaden-Arten der Gattung Diceroprocta, eine Pacarina und drei Tibicen-Arten. Für Tibicen dealbatus liegt dabei nur eine Beobachtung eines beutetragenden Weibchens vor. Auf einer genauer untersuchten Fläche in Arizona wurden zwei Arten als Beute eingetragen, Tibicen duryi und Tibicen parallelus, wobei Männchen gegenüber Weibchen schwach bevorzugt wurden (55 Prozent), was im Gegensatz zu anderen Arten der Gattung, die Weibchen als Beute bevorzugten, steht. Drei weitere Singzikaden-Arten, die zur Aktivitätszeit der Grabwespe aktiv waren, wurden ignoriert.

### Lebenszyklus, Paarungs- und Territorialverhalten
Das Nistverhalten ist das gleiche wie bei S. speciosus. Alle Sphecius-Arten bauen ihre Nester in den Boden und die Nestansammlungen können mehrere hundert Nester umfassen, die jeweils von einem Weibchen befüllt werden. Die Tunnel sind gewöhnlich in gut durchlässigem, sandigem Boden angelegt, oft auch unter Trampelpfaden, meistens in der prallen Sonne. Nur selten werden die Nester an bewachsenen Stellen angelegt. Die Baue sind leicht an dem U-förmigen „Kragen“ aus Aushubmaterial um das Einflugloch zu erkennen.
Nach dem Schlupf der Larven aus dem Ei ernähren sich diese von dem Vorrat aus paralysierten Zikaden, die die Weibchen in die Nester geschleppt haben. Nach der Verpuppung schlüpfen die neuen Imagines im Sommer, von Juli bis Anfang August, des folgenden Jahres. Die Schlupfzeit der Weibchen fällt mit dem Auftreten der Zikadenarten in dem Gebiet zusammen (Tibicen duryi, T. parallelus), welche die Wespen jagen.

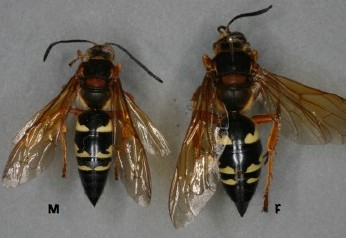
Sphecius speciosus hat viele Ähnlichkeiten mit Sphecius grandis.

Die etwas früher schlüpfenden Männchen besetzen Territorien in den Bereichen, in denen die jungen Weibchen aus den vorjährigen Bodennestern ausschlüpfen. Nach dem Verlassen des Nestes sind die Weibchen sofort empfängnisbereit, wählen jedoch nicht ihren Partner, sondern paaren sich mit dem ersten Männchen, welches sie findet, in der Regel einem Revierinhaber. Nach dieser Begattung wehren sie alle weiteren Paarungsversuche ab.
Bei den Territorialkämpfen gehen die Männchen rabiat vor und scheuen sich auch nicht davor, Flügel oder Gliedmaßen von Rivalen zu beschädigen. Die durchschnittliche Lebensdauer eines individuellen Männchens liegt dabei bei nur 12 Tagen. Generell sind die größeren Männchen auch die kräftigeren und damit dominanteren.  Kleinere Männchen, die in Revierkämpfen nur geringe Chancen besitzen, versuchen durch alternative Strategien zum Erfolg zu kommen. Entweder weichen sie in Zeiten aus, in denen weniger Tiere schlüpfen und damit die Konkurrenz geringer ist, oder sie besetzen gar kein Territorium und versuchen überfallartig zum Erfolg zu kommen, wenn der Revierinhaber gerade abwesend oder abgelenkt ist.
Männchen suchen sich Ansitze in der Nähe der Nester und bewachen das umliegende Territorium. Sie sind immer in wachsamer Haltung um andere Männchen abzuwehren. Eine Studie eines Verhaltensökologen, John Alcock zeigte, dass die Mehrheit von markierten Wespen täglich zu demselben Ansitz zurückkommen und nur zwei Männchen wechselten zwischen zwei verschiedenen Orten. Nur selten setzen sich die Tiere auf den Boden.

### Thermoregulation
S. grandis haben die Fähigkeit zur Thermoregulation, wodurch sie fähig sind, trotz der hohen Tagestemperaturen auch tagsüber zu jagen. Eine Studie von Joseph Coelho zeigte, dass die Tiere während der Patrouillenflüge eine hohe, aber regulierte Thorax-Temperatur beibehielten. Experimente zeigten, dass die Wespen die Fähigkeit haben, Hitze vom Thorax auf das Abdomen abzuleiten und dass das Abdomen generell kühler bleibt als der Thorax. Tote Wespen, die in Sonne gelegt wurden, erreichten dagegen ungewöhnlich hohe Temperaturen im Verhältnis zur Umgebung.

## Verbreitung
Die Art ist in der nearktischen und neotropischen Zone von Zentralamerika bis in den Westen der Vereinigten Staaten verbreitet. In den USA liegen sichere Nachweise für alle Bundesstaaten westlich der continental divide, mit Ausnahme von Wyoming, vor, außerdem ist sie im westlichen Mittleren Westen und im Südwesten, in New Mexico und im Westen von Texas, verbreitet. Die Nordgrenze der Verbreitung liegt im mittleren Washington.
Sphecius grandis  leben sympatrisch mit S. convallis sowie, in einem schmalen Streifen in der Mitte des Kontinents, mit S. speciosus (vom südöstlichen Arizona und Colorado über New Mexico, Texas, Oklahoma und Kansas, bis nach Chihuahua, Coahuila, Nuevo Leon und dem Norden von Tamaulipas in Mexiko). Obwohl die Art, wie ihre Verwandten, die höheren Gebirgslagen meidet, kommt sie in höheren Lagen als die sympatrische S. convallis vor. Eine Studie zeigte, dass S. grandis durchschnittlich in Höhenlagen von 755 m ± 23,3 m vorkommt, während der Durchschnitt für S. speciosus bei 219 m ± 4,7 m liegt, für S. convallis bei 582 m ± 30,9 m und für S. hogardii bei 18 m ± 5 m. S. grandis kommt oft in Uferzonen vor. In Mexiko wurde sie in Baja California Norte, Baja California Sur, Coahuila, Nuevo León, Tamaulipas und Yucatán nachgewiesen und in Nicaragua in Granada, in Costa Rica in Guanacaste und in Honduras.

## Kontakt mit Menschen
Die Art ist für Menschen größtenteils harmlos. Das Gift ist im Vergleich zu anderen großen Hautflügler-Arten wenig gefährlich. Im Test an Mäusen lag die tödliche (letale) Dosis bei 46 Milligramm Gift pro Kilogramm Körpergewicht, es ist damit weitaus harmloser als Honigbienengift (LD50 von ca. 2,8 bis 3,5 Milligramm Gift pro Kilogramm Körpergewicht). Die Schmerzreaktion nach dem Schmidt Sting Pain Index lag, mit 1–2, ebenfalls niedriger als ein Bienenstich.
Die Wespen treten häufig mit Menschen in Interaktion, da sie ihre Nester häufig in Hinterhöfen, Gärten und an Fußwegen anlegen. Eine Bekämpfung ist normalerweise unnötig, da die Weibchen nicht aggressiv sind. Sie stechen allerdings, wenn sie eingefangen oder getreten werden. Die Stiche wurden als eher mild beschrieben. Männchen sind territorial und fliegen Menschen als „Eindringlinge“ in ihr Territorium mitunter recht aggressiv an, können aber, wie alle Hautflüglermännchen, nicht stechen.

## Systematik
Specius grandis wurde 1824 von Thomas Say an Exemplaren aus dem Madera Canyon, Arizona, erstbeschrieben. Er benannte die Art Stizus grandis. Die Neukombination in die Gattung Sphecius Dahlbom, 1843 erfolgte durch Anton Handlirsch im Jahr 1889. Der wissenschaftliche Name grandis bedeutet „groß“. Sie ist eine von fünf Sphecius-Arten in Amerika, davon vier in Nordamerika. Die Gattung Sphecius umfasst weltweit insgesamt mindestens 21 Arten.
Kürzlich wurden Vermutungen veröffentlicht, wonach die Western Cicada Killer in Wirklichkeit zu zwei kryptischen Arten gehören. Die Analyse von mitochondrialer DNA  von Exemplaren bei einer Studie im Big Bend National Park in Texas zeigte, dass die Western Cicada Killer genetisch in zwei Kladen aufgespalten sind, die möglicherweise zwei unterschiedliche Arten repräsentieren. Die beiden Kladen scheinen durch die Rocky Mountains getrennt zu sein, wobei die eine hauptsächlich im Süden und Osten vorkommt und die andere im Westen. Sie kommen dort zusammen mit dem Eastern Cicada Killer (S. speciosus) und dem Pacific cicada killer (S. convallis) in denselben Biotopen vor und jagen auch dieselben Zikadenarten.